# Gaillagos
Gaillagos é uma comuna francesa na região administrativa de Occitânia, no departamento dos Altos Pirenéus. Estende-se por uma área de 8,46 km². Em 2010 a comuna tinha 129 habitantes (densidade: 15,2 hab./km²).